# 骨 (有島武郎)
『骨』（こつ）は、有島武郎の短編小説。
1923年（大正12年）4月、個人雑誌『泉』に発表。
実在の人物をモデルとしており、作中における「大乱痴氣」の新聞記事も現存している。

## 登場人物とそのモデル
- 私（凸勃） - 有島武郎
- 勃凸 - 十文字仁
- おんつぁん - 田所篤三郎（田所は有島武郎『酒狂』におけるBのモデルともなっている）